# XV Patrick Blackett
Le XV Patrick Blackett (X01) est un navire expérimental utilisé par la Royal Navy comme banc d'essai pour de nouvelles technologies, notamment des véhicules sous-marins autonomes, des véhicules de surface sans pilote et la navigation quantique. Il est nommé ainsi en l’honneur de Patrick Blackett, un vétéran de la Royal Navy et physicien britannique lauréat du prix Nobel.

## Construction
Le 3 décembre 2021, le ministère de la Défense britannique a publié un appel d'offres pour un navire qui pourrait être utilisé par la division NavyX de la Royal Navy afin de tester et développer des systèmes autonomes. L’appel d’offres portait sur un navire déjà construit, sans propriétaire précédent, qui devait avoir un déplacement ne dépassant pas 500 tonnes, une longueur d’au moins 48 mètres, une capacité d’atteindre 20 nœuds et un espace sur le pont pour au moins deux conteneurs de 20 pieds. En janvier 2022, le ministère de la Défense a revu à la baisse la sélection d’un FCS 4008 construit par Damen Group et un contrat a été signé le mois suivant. En mars, la propriété du navire a été transférée à la Royal Navy, et les travaux d’adaptation du navire ont commencé en avril au chantier naval de Damen aux Pays-Bas. Une grande partie des travaux consistait à convertir l’espace pour les passagers et la cargaison en une salle de briefing, un bureau et un atelier. Une fois terminé, le coût du navire s’élevait à moins de 7 millions de livres sterling.

## Caractéristiques
Le Patrick Blackett est un Fast Crew Supplier 4008 (FCS 4008) adapté, conçu et construit par Damen Group. Il est peint en noir mat, plutôt qu’en gris standard de la Royal Navy, avec l’insigne NavyX des deux côtés de la coque. Son numéro de fanion, X01, est également mis en valeur de manière unique dans une peinture brillante et de grands QR codes sont peints de chaque côté de ses superstructures, permettant aux utilisateurs de smartphones de les scanner et de visualiser le contenu du site NavyX. L’équipage du Patrick Blackett est composé de cinq membres de la Royal Navy, mais il peut accueillir jusqu’à 12 personnes. La forme de sa coque est conçue pour fendre les vagues et rester stable et, pour cela, il a une étrave en hache, moins de flottabilité vers l’avant et une coque longue et effilée. Son pont de travail arrière en bois a une capacité allant jusqu’à 100 tonnes, avec des points d’attache pour deux conteneurs, ainsi que des alimentations électriques et en eau de refroidissement. Une grue articulée permet également l’embarquement de charges jusqu’à environ 4 tonnes ou d’une petite embarcation sur le côté,. Il est capable d’atteindre des vitesses supérieures à 20 nœuds (37 km/h), avec une autonomie supérieure à 3000 milles marins (6000 km) à 20 nœuds. Il est propulsé par quatre moteurs diesel Caterpillar C32 Acert et l’énergie électrique est fournie par deux générateurs de 99 kW. Il est également équipé d’un propulseur d'étrave à entraînement hydraulique de 120 kW, qui lui permet de s’amarrer et de se désamarrer sans aide,.
Le Patrick Blackett servira de banc d’essai à NavyX, une division de la Royal Navy chargée de mettre en place des technologies nouvelles et innovantes, en particulier les systèmes autonomes et l’intelligence artificielle.

## Historique opérationnel
Le Patrick Blackett est entré pour la première fois à la HMNB Portsmouth le 27 juillet 2022, avant sa cérémonie de baptême qui a eu lieu le 29 juillet 2022 avec le Commander Samuel Nightingale désigné comme premier commandant. Lors de sa cérémonie de baptême, une bouteille de champagne en verre a été écrasée contre sa coque par un chien robotisé, mais la bouteille ne s’est pas cassée. Contrairement à d’autres navires de la Royal Navy, le Patrick Blackett n’est pas un navire commissionné et arborera plutôt le Blue Ensign, indiquant la propriété du gouvernement. Une fois en service actif, le navire aura un équipage habituel de cinq membres de la Royal Navy et participera à des exercices de la Royal Navy et de l’OTAN.
Le navire a pris la mer sous le Blue Ensign pour la première fois le 21 février 2023 afin de subir des essais d'acceptation en mer.